# Tierra
Tierra是生态学家托马斯·S·雷在20世纪90年代早期的编写的计算机模拟程序，生成的程序互相竞争，争夺CPU时间和访问主内存，可以自我复制并且有一定几率在复制过程中发生变异，并有一个杀手程序负责淘汰那些失败的变异。在这种环境下，生成的程序被认为是可进化，并可以发生变异，自我复制和再结合的。

## 模拟
基本的Tierra模型已经被用于In silico和生态学的实验探索中。